# Вергелес, Николай Мартынович
Николай Мартынович Вергелес (20 октября 1864 — ?) — полковник Российской императорской армии; участник Первой мировой войны, кавалер пяти орденов (в том числе ордена Святого Георгия 4-й степени). После революции, служил в армии Украинской Народной Республики.

## Биография
Родился 21 октября 1864 года. По вероисповеданию — православный. Окончил Харьковскую гимназию.
В Российской императорской армии с 21 марта 1882 года окончил Елисаветградское кавалерийское юнкерское училище. Служил в Казанском 25-м драгунском полку. 1 сентября 1886 года получил старшинство чине корнета. 1 сентября 1890 года получил старшинство в чине поручика. 15 марта 1896 года получил старшинство в чине штабс-ротмистра. Окончил Офицерскую кавалерийскую школу, с оценкой «успешно». В течение 8 лет и 8 месяцев был командиром эскадрона. 6 мая 1900 года получил старшинство в чине ротмистра. 26 февраля 1912 года получил старшинство в чине подполковника.
Участвовал в Первой мировой войне. 12 июня 1916 года получил старшинство в чине полковника, со старшинством с 3 января 1916 года. Был ранен 27 мая 1916 года во время атаки полка близ деревни Зубжец (Галиция). По состоянию на 1 августа 1916 года находился в том же чине и в том же полку. С 28 августа 1917 года был командиром Казанского 9-го драгунского полка.
С конца 1918 года и до конца 1919 ода был командиром Лубенского конного полка действующей армии УНР. Дальнейшая судьба неизвестна.

## Награды
- Орден Святого Георгия 4-й степени (23 мая 1916)[1];
- Орден Святого Владимира 4-й степени с мечами и бантом (7 мая 1915)[1];
- Орден Святой Анны 2-й степени с мечами (5 февраля 1915)[1];
- Орден Святой Анны 3-й степени (1906)[1];
- Орден Святого Станислава 2-й степени (31 марта 1911) с мечами (25 марта 1916)[1].